# 自然園前駅
自然園前駅（しぜんえんまええき）は、岐阜県郡上市八幡町瀬取にある、長良川鉄道越美南線の駅である。駅番号は26。

## 歴史
- 1986年（昭和61年）12月11日：長良川鉄道への移管時に開設[1]。

## 駅構造

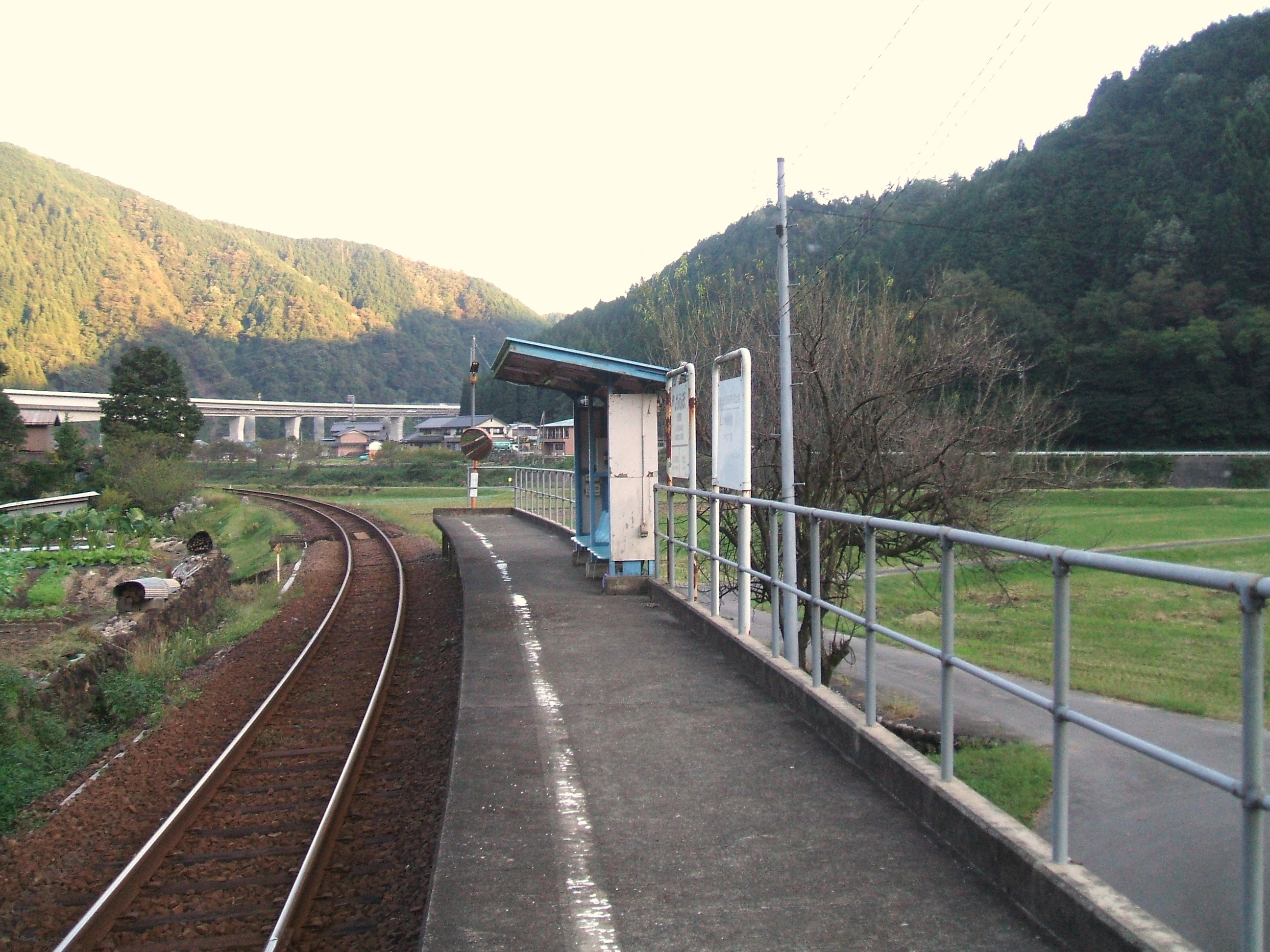
ホーム（2009年10月）

単式ホーム1面1線を有する地上駅。ホーム中央付近に屋根付待合所が設置されている。また駅へはホーム下り方端から出入りする。
無人駅。自動券売機は設置されていない。

## 利用状況
| 年度               | 1日平均乗車人員 |
| ------------------ | --------------- |
| 2011年（平成23年） | 3               |
| 2012年（平成24年） | 7               |
| 2013年（平成25年） | 2               |
| 2014年（平成26年） | 4               |
| 2015年（平成27年） | 4               |

## 駅周辺
- 郡上八幡自然園：野外学習施設（キャンプ場）
- 国道156号
- 長良川

## 隣の駅
長良川鉄道
■越美南線
郡上八幡駅（25） - 自然園前駅（26） - 山田駅（27）